# Abdoulaye Ibrahim
Abdoulaye „Abbe“ Ibrahim (* 25. Juli 1986 in Lomé) ist ein togoischer Fußballspieler.

## Karriere
Der 1,76 m große Angreifer spielte für den ukrainischen Zweitligisten FK Charkiw, wo er im Februar 2008 einen Dreijahresvertrag unterschrieb. In den restlichen Spielen der Saison 2007/08 absolvierte er zwölf Ligaspiele. Nach Stationen in Schweden und seiner Heimat für DyTo, wechselte er im Dezember 2012 zum gabunischen Zweitligisten CF Mounana.